# Right Here, Right Now (canção de San Holo)
"Right Here, Right Now" é uma canção de música eletrônica do produtor musical San Holo com participação especial de Taska Black, lançada como um single sem álbum no dia 23 de março de 2018, através da Bitbird. A canção foi produzida por ambos e lançada um ano após a ideia original ter sido sugerida por Taska Black. San Holo pretendia chamar uma cantora para as vocais, mas ele mesmo decidiu cantar no lançamento final. Posteriormente, foi lançado um vídeo musical oficial e um álbum de remixes. "Right Here, Right Now" teve recepção positiva de sites de música eletrônica e entrou na parada musical Single Tip, dos Países Baixos, atingindo a posição 16.

## Produção e lançamento
"Right Here, Right Now" foi produzida por San Holo e Taska Black. Taska Black já fazia parte da Bitbird, a gravadora independente da qual San Holo é dono, mas essa foi a primeira colaboração entre os dois numa mesma faixa. A ideia surgiu em 2017, de Taska Black. San Holo escreveu a letra e gravou vocais demo, inicialmente procurando por uma cantora mulher, mas decidiu manter suas próprias vocais no lançamento definitivo, além de tocar a guitarra. Em 19 de março de 2018, ele anunciou o lançamento da música para o dia 23. Um vídeo oficial foi lançado no dia 6 do mês seguinte, dirigido por Kevin Boitelle, sobre uma fã obsessiva. No dia 10 de junho, foi lançado um álbum de remixes oficial, com a participação de Analogue Dear, Flytch e Saint Wknd. Um remix não oficial da dupla Midnight Kids, lançado em dezembro de 2019, também teve atenção da mídia.
| “ | Para mim, a música sempre foi meu número um, é o que me faz continuar. No entanto, às vezes isso resulta em ter que decepcionar as pessoas, não tendo tempo e espaço para mais nada. No entanto, não acho que isso vai mudar tão cedo. Talvez um dia eu aprenda a estar aqui e agora de maneira adequada. Veremos :) —San Holo, em comunicado, sobre a música. | ” |

## Composição e letra
Com um estilo similar ao da faixa anterior de San Holo "One Thing", além de ser "emotiva e pessoal", a faixa começa com "vocais edificantes" e "instrumentação atraente", seguida por riffs de guitarra acústica e sons de baixo. A música se desenvolve com uma "melodia comovente" misturando elementos de música eletrônica e sons de guitarra elétrica, antes de entrar em um drop "emocional", com um "baixo estrondoso, harmonias vocais sedosas e um pouco de guitarra elétrica com tons agudos". Segundo Kassi Chrys, para a Dancing Astronaut, "San Holo criou uma peça que em simultâneo é relaxada, mas imbuída de uma energia estimulante".
Sobre a letra, descrita como "agridoce" e com "uma vibração tocante", a canção abre com "Queria que houvesse tempo para mudar de ideia / Você está perto de mim, mas fora de vista". San Holo explicou que imaginou a música sendo cantada da perspectiva de uma pessoa importante, "lutando para estar com alguém que nunca parece ser capaz de realmente estar no momento, também conhecido como eu." Essa parte também se repete no terceiro verso. O pré-refrão e o refrão repetem "Se você pudesse estar bem aqui, agora"; a inspiração para a frase veio de uma pessoa que a disse, ao lado dele. O segundo verso abre com "Não quero desperdiçar seu precioso tempo", inspirado por uma briga que ele teve com uma garota, que disse a frase de maneira irônica. Em seguida, é dita a frase: "Sem dormir quando você está correndo atrás". San Holo comentou: "Sempre perseguindo aquela certa coisa. Paixão e dedicação também significam ter que decepcionar as pessoas às vezes. Muitas vezes não há tempo ou espaço para mais nada..."

## Recepção
Em geral, "Right Here, Right Now" teve recepção positiva de sites especializados em música eletrônica. Kassi Chrys, da Dancing Astronaut, descreveu a música como "lúdica", e completou: "Com um estilo que mistura gêneros e uma técnica de produção inovadora, é uma excelente adição ao catálogo de San Holo". Pablo, à Wololo Sound, escreveu que San Holo e Taska Black "fazem um bom trabalho trabalhando juntos de uma forma que, tendo colocado seus estilos e assinatura no tema, eles o fizeram de uma forma que realmente parece muito natural". Katey Ceccarelli, à Earmilk, disse que a canção  é um "tributo pungente ao amor melancólico, desta vez utilizando os vocais suaves de San e habilidades de guitarra elétrica no drop descontraído", uma canção pop-eletrônica "cativante, cujo tom oscila em algum lugar entre a melancolia e a inspiração". Para a This Song Slaps, Brian Bonavoglia declarou: "Impulsionada por vocais edificantes e riffs vigorosos de guitarra acústica, 'Right Here, Right Now' é simplesmente uma obra-prima imaculada".

## Créditos
Adaptados do Spotify.
- Sander van Dijck — artista (como San Holo), produtor, compositor
- Joachim Gorrebeeck — artista (como Taska Black), produtor, compositor

## Posições nas paradas musicais
"Right Here, Right Now" estreou na parada Single Tip dos Países Baixos no dia 7 de abril de 2018, na posição 16. Permaneceu por mais uma semana, aparecendo na posição 19 na semana do dia 14.
| Tabela (2018)              | Posição de pico |
| -------------------------- | --------------- |
| Países Baixos (Single Tip) | 16              |